# Scatole cinesi (finanza)
Con il termine scatole cinesi si indica quell'artificio matematico usato in ambito finanziario con cui si può giungere a controllare più società investendo parti del capitale posseduto all'origine, generalmente inferiori al valore reale delle società che vengono acquistate.

## Termine
La scatola cinese vera e propria è la società controllante, detta holding, al cui interno vengono annidate le altre società controllate. Il termine finanziario deriva dalla locuzione scatole cinesi, con la quale si indica una collezione di scatole di grandezza crescente, che possono essere inserite l'una nell'altra in sequenza.
Un altro esempio pratico può essere quello rappresentato dalle matrioske.

## Meccanismo e funzionamento
Per spiegarne il funzionamento, questo viene semplificato portando l'esempio delle tre società A, B e C, ipoteticamente controllate da un soggetto generico che, in principio, possiede esclusivamente una quota di maggioranza, ad esempio il 52%, della società A.
Il soggetto generico, pur non possedendo la totalità della azioni di A (il 100%), ha il potere decisionale in seno alla società A per ordinare a quest'ultima di acquistare un esemplificativo 51% della società B.
A questo punto, il 52% della A è di proprietà esclusiva del soggetto generico, ma non il 51% di B, che bensì è di proprietà esclusiva dell'intera società A. Ma il soggetto generico, con la quota di maggioranza in A, può reputarsi proprietario di B.
La società A (manovrata dal soggetto generico) può quindi ordinare a B di acquistare una quota di maggioranza di un'altra ipotetica società C per riuscire a controllare anche quest'ultima. Con questo sistema, il soggetto generico può quindi arrivare a controllare un numero teoricamente infinito di società, grazie alle quali può assicurarsi un forte potere economico, e la capacità potenziale di influenzare enormemente l'ambito finanziario di uno o più Stati.
Il soggetto generico gode quindi di un possesso effettivo di tutte e tre le società A, B e C, ma in realtà gode di un possesso reale molto minore nei confronti delle società controllate in successione: la percentuale delle azioni realmente posseduta da questo soggetto non equivale quindi alla quota di maggioranza di ogni società. Eccone la dimostrazione matematica:
{\displaystyle 0{,}52\cdot 0{,}51\cdot 0{,}51=0{,}135252}
Se il soggetto possiede il 52% della società A, la quale a sua volta possiede il 51% della B che a sua volta possiede il 51% di C, il soggetto possiede solo il 13,53% di quest'ultima. In pratica, il soggetto generico riesce a controllare C pur non possedendone una quota maggioritaria.
Il mondo finanziario tuttavia riporta esempi per i quali alcune aziende vengono controllate acquistandone anche quote inferiori rispetto a quelle di maggioranza, come avvenuto per il caso Telecom-Pirelli.
Gli effetti sul sistema economico di queste pratiche possono essere in alcuni casi molto negativi, poiché attraverso questi meccanismi si ha il rischio di una rilevante perdita di efficienza imprenditoriale: chi controlla l'azienda gode dei benefici del controllo (stipendi, assunzioni, accordi politici, visibilità mediatica, dismissioni di asset a società di comodo...) a scapito dell'azionariato diffuso, ma non partecipa in egual misura in caso di perdita, poiché la responsabilità finanziaria è limitata alla quota posseduta che può essere anche dell'1 o 2%, come è avvenuto in Telecom Italia dal 1999 al 2006
In altri casi, come per esempio l'uso di prestanome per intestare società finanziarie che in realtà appartengono ad un unico soggetto è utilizzato per eludere le tasse o per far perdere le tracce di operazioni illecite effettuate con capitali di dubbia provenienza, ad esempio mafiosa.

## Le scatole cinesi e la legge italiana
La cosiddetta Legge Draghi (d.l. 24 febbraio 1998 n. 58 - legge dal luglio 1998), dal nome del suo ideatore Mario Draghi, attualmente non vieta il sistema delle scatole cinesi. La legge prevedeva anche dodici articoli sotto il titolo di Tutela delle minoranze, ma in fase di approvazione ne sono stati abrogati quattro di questi.

## Il caso Telecom-Pirelli
La vicenda più eclatante per rilevanza e per l'attenzione dedicatagli dai media è quella relativa al caso Telecom, che vede protagonista l'imprenditore italiano Marco Tronchetti Provera.
Tronchetti Provera, tramite il Gruppo Partecipazioni Industriali, possiede il 52% della Camfin. La Camfin, a sua volta, possiede il 25,5% delle azioni di Pirelli. Con un patto di sindacato con scadenza 2010, Tronchetti ha federato il 25,5% di Camfin con le azioni di altre aziende che non sono di sua proprietà, arrivando al 46,2%. La catena portava la GPI a controllare Telecom con un 2% effettivo delle azioni Telecom.